# Sant Jaume de la Guàrdia dels Prats
Sant Jaume de la Guàrdia dels Prats és una església del nucli de la Guàrdia dels Prats, al municipi de Montblanc (Conca de Barberà) protegida com a bé cultural d'interès local.

## Descripció
És una capella d'una nau, de planta rectangular. Al costat de l'evangeli es troba una gran capella cruciforme, on se celebren els actes litúrgics. La nau té 6 trams, els quatre primers coberts amb volta de canó apuntat i els dos últims amb fusta a dues aigües. Està dedicada al sant local, Sant Pere Ermengol. Està realitzat amb maçoneria i pedra.

## Història
Durant el segle XIV es van fer aixecar nous arcs, però respectant la porta romànica de l'oest (avui desapareguda). Després es va obrir una altra a l'est, de mig punt i dovellada. Hi resten encara dues finestres del temple primitiu. El campanar és de mitjan segle xiii, reforçat amb un altre arc en els primers anys del segle xv.